# Chemical Physics Letters
Chemical Physics Letters es una revista científica, revisada por pares, que publica artículos de investigación en todas las áreas de la Fisicoquímica. Cada año se publican 36 números, es decir, la periodicidad es aproximadamente decenal. Es publicada desde 1967 por Elsevier.
Según el Journal Citation Reports, el factor de impacto de esta revista era 2,291 en 2009 y 2,280 en 2010. Los actuales editores de la publicación son David C. Clary (Universidad de Oxford, Reino Unido), M. Okumura (Instituto de Tecnología de California, Pasadena (California), Estados Unidos), R.J. Saykally (Universidad de California en Berkeley, EE. UU.), Villy Sundström (Universidad de Lund, Suecia)